# NGC 6256
NGC 6256 là cụm sao cầu nằm trong chòm sao Scorpius. Nó được phân loại GCL trong sơ đồ phân loại hình thái thiên hà và được nhà thiên văn học người Scotland James Dunlop vào ngày 24 tháng 6 năm 1834. Nó cách trái đất khoảng 33.600 năm ánh sáng.